# Thuré (Vienne)
Thuré é uma comuna francesa na região administrativa da Nova Aquitânia, no departamento de Vienne. Estende-se por uma área de 43,47 km². Em 2010 a comuna tinha 3 014 habitantes (densidade: 69,3 hab./km²).